# Moros y cristianos (programa de televisió)
Moros y cristianos va ser un programa de debat de televisió, emès per la cadena Telecinco entre 1997 i 2001.

## Format
Emès en directe des de l'Auditori de la ciutat de Cornellà de Llobregat, i amb tres hores de durada, al llarg del programa dos grups de contertulians s'enfrontaven dialècticament per a abordar temes d'actualitat.

## Presentadors
Durant la primera temporada, des de la seva estrena fins al 29 de juliol de 1997, l'espai va ser conduït per Xavier Sardà. Després de les vacances estiuenques, el programa va tornar a emetre's des del 27 de setembre d'aquest any, presentat per
Jordi González. Aquesta temporada va durar fins al 7 de febrer de 1998 i va trigar més de tres anys a tornar a la graella. Concretament, el 5 d'octubre de 2001 va començar la seva última etapa, amb presentació d'Antxón Urrusolo. La retirada definitiva de l'espai es va produir un mes després.

## Contertulians
Contertulians habituals que van cobrar gran popularitat van ser, entre d'altres, el Padre Apeles, Javier Nart, Santiago Segura, Juan Adriansens, Alfonso Cabeza, el cantant Ramoncín, Lucía Etxebarría, Karina Fálagan, la vident Aramís Fuster, l'actor José Sancho, l'humorista Mariano Mariano i la periodista Carmen García Ribas.